# Johann Emanuel Locher
Johann Emanuel Locher (* 4. Dezember 1769 in Freiburg im Üechtland; † um 1815 in Basel) war ein Schweizer Maler und Radierer.

## Leben

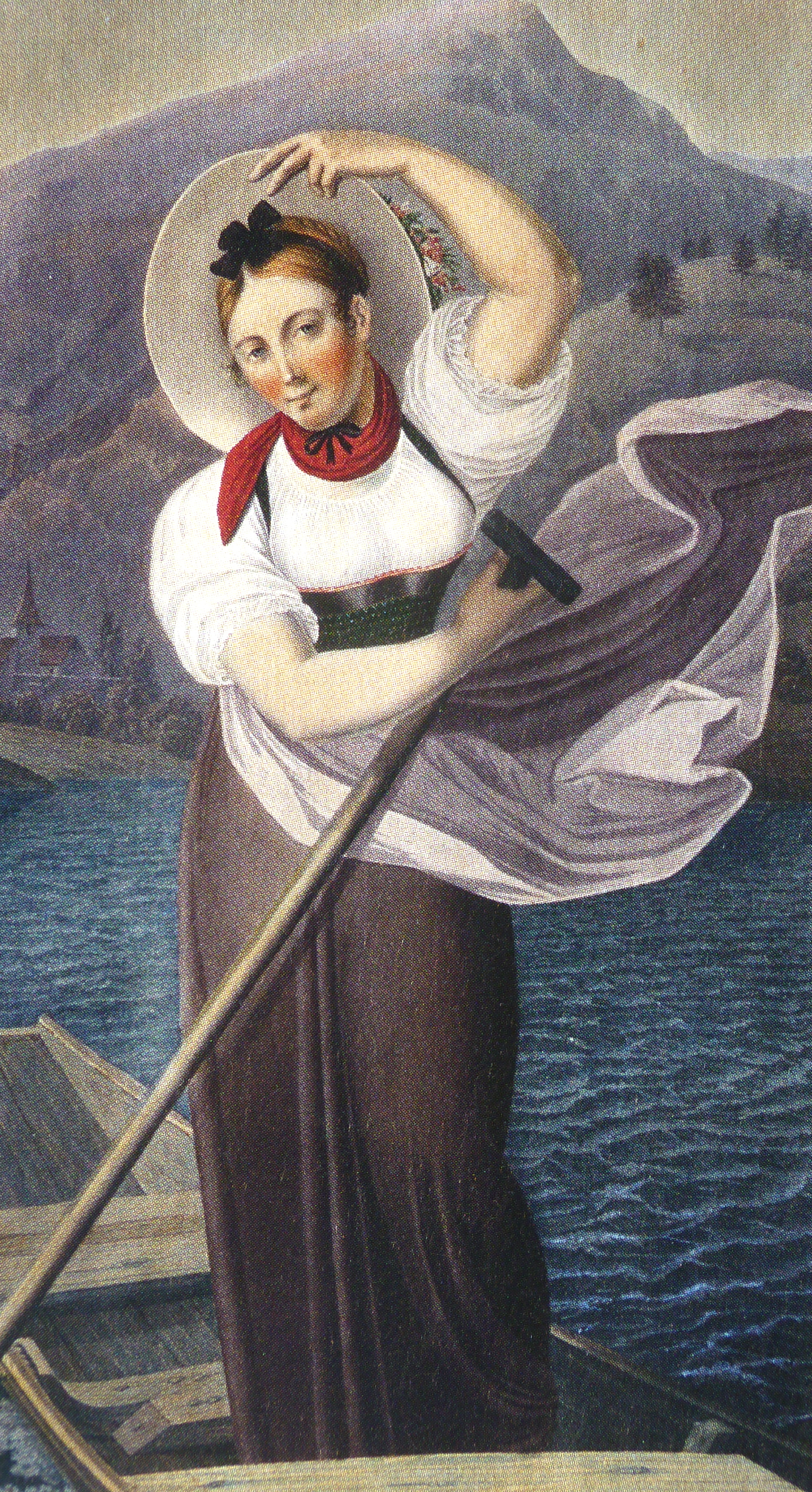
Johann Emanuel Locher: Elisabetha Grossmann

Locher wurde 1769 als Sohn des aus Mengen stammenden Kunstmalers Gottfried Locher und seiner Marie-Françoise Rotzer in Freiburg im Üechtland geboren. Seine künstlerische Ausbildung erhielt er wie sein Bruder François (1765–1799) im Atelier des Vaters. Seine Mitwirkung an den Altarbildern und Fresken des Vaters ist gesichert. Er verlegte sich nach dem Austritt aus der Werkstatt des Vaters wie die meisten seiner Kollegen auf gouachierte Umrissradierungen von Schweizer Trachten. Dazu wirkte er als Porträt- und Miniaturenmaler. 1813 siedelte er vorübergehend nach Basel über. Um 1820 erschien nach seinen Vorlagen eine Folge Recueil des portraits suisses des 22 cantons.
In der Nachfolge des Vaters als Kirchenmaler, doch schon im Stil des Klassizismus, malte Johann Emanuel Locher 1811 das Altarblatt mit Karl Borromäus für die Kirche St. Charles der RR. PP. Cordeliers in Freiburg im Üechtland. Weniger bekannt ist Locher als Maler von Votivbildern für die Kapellen Mariahilf in Düdingen oder Loreto bei Freiburg i.Üe.

## Werke
- Jakob Samuel Wyttenbach, Porträt in Öl, 1805, verschollen.
- Karl Borromäus, Altarblatt für die Franziskanerkirche Freiburg i. Üe., 1811.
- Elisabetha Grossmann, la belle batelière de Brienz, Gouachierte Aquatinta
- Recueil de portraits et costumes suisses les plus élégants usités dans les 22 cantons, accompagnés d'un supplément exécutés par le célèbre peintre et dessinateur Locher. Johann Peter Lamy, Bern / Basel o. J. (um 1820)